# Tiantsoa Rakotomanga
Tiantsoa Sarah Rakotomanga Rajaonah (Antsirabe, 15 de diciembre de 2005) es una tenista malgache nacionalizada francesa.

## Carrera
Rakotomanga ganó su primer título profesional en el W15 de Valencia.
En 2025 tuvo su debut en el WTA Tour en el 250 de Ruan. En la primera ronda del torneo derrotó a Lucia Bronzetti y en segunda ronda venció a Jaqueline Cristian, pero perdió en cuartos de final contra Suzan Lamens.
Rakotomanga recibió la invitación para participar en Roland Garros 2025, donde hará su debut en Grand Slam.